# Corgnac-sur-l'Isle
Corgnac-sur-l'Isle (tiếng Occitan là Cornhac d'Eila) là một xã của Pháp nằm ở tỉnh Dordogne trong vùng Aquitaine của Pháp.

## Thông tin nhân khẩu
| Năm    | 1962 | 1968 | 1975 | 1982 | 1990 | 1999 | 2006 |
| ------ | ---- | ---- | ---- | ---- | ---- | ---- | ---- |
| Dân số | 1044 | 1021 | 957  | 866  | 888  | 840  | 809  |